# Lợn Hampshire

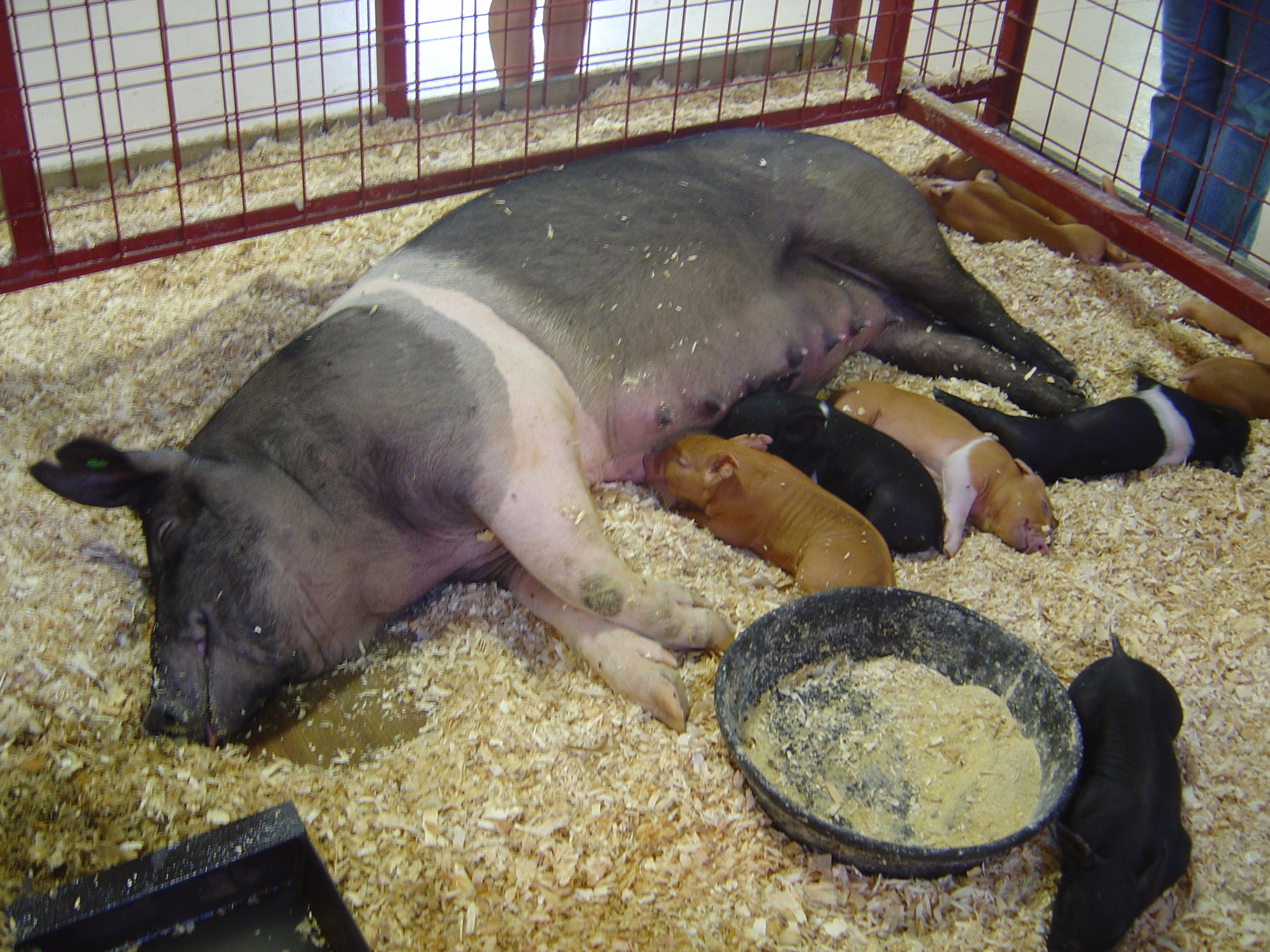
Một con lợn

Lợn Hampshire là giống lợn cao sản xuất xứ từ vùng Hampshire của Anh Quốc nhưng được nhập vào vùng Bắc Mỹ từ thế kỷ 19 và trở nên phổ biến, chúng cũng được chăn nuôi ở Việt Nam, đây là giống lợn có tính khí năng.

## Đặc điểm
Chúng có màu lông da đen, vùng ngực và chân trước có màu lông da trắng. Tai thẳng, đầu to vừa phải, mõm thẳng, chân khỏe và chắc chắn. Lợn có lông màu đen 2 chân trước có đai màu trắng, tai thẳng, đầu to vừa phải, mõm thẳng, chân khỏe và chắc chắn, lưng hơi cong. Lợn Hampshire là giống lợn hướng nạc, có khả năng tăng khối lượng nhanh và khả năng chuyển hóa thức ăn tốt. Lợn Hampshire có khả năng tăng khối lượng 750g/con/ngày. Lợn có khả năng sinh sản thấp hơn các giống ngoại khác, đẻ 7 -8 con/lứa, khả năng nuôi con khéo, tỷ lệ nuôi sống cao.

## Ghi nhận
Có chú lợn 4 tuổi, thuộc giống Hampshire, nặng 331 kg đã làm nên lịch sử khi là trường hợp lợn mắc ung thư đầu tiên trên thế giới được chữa trị và thành công. Chủ trại thấy con lợn ông có hành động kỳ lạ. Nó đột nhiên ngừng ăn và chỉ nằm trong bùn. Các bác sĩ cho hay, nó bị ung thư máu và nhất quyết đòi điều trị cho chú lợn bất kể chi phí là bao nhiêu đồng thời yêu cầu họ dựa trên kiến thức về bệnh ung thư ở chó và con người để cứu sống con vật. Vì cổ lợn to hơn cổ người rất nhiều nên không thể tiêm trực tiếp thuốc đặc trị ung thư (dùng cho chó và con người) vào tĩnh mạch của lợn. Các bác sĩ phải cấy một cổng bằng kim loại phủ silicone, thông với tĩnh mạch vào đằng sau tai của Nemo. Sau bốn tháng điều trị nó là con lợn đầu tiên điều trị ung thư và thành công. 